# Toilet Paper
«Toliet Paper», «Papel Higiénico» en España y «Papel de Baño» en Hispanoamérica, es el tercer episodio de la séptima temporada de South Park. Fue estrenado originalmente el 2 de abril de 2003.

## Sinopsis
Los chicos son castigados por su maestra de arte y deciden vengarse. Por la noche, van a su casa y la empapelan con papel de inodoro. Pero ahora, la policía los busca recurriendo a un niño (parodia de Hannibal) y Kyle siente remordimiento.

## Trama
La Srta. Streibel, la maestra de arte, castiga a los chicos por hacer un pene de arcilla en clase de arte. Enfurecidos, toman venganza empapelando su casa con papel de inodoro esa noche. Kyle se horroriza al descubrir que ella tiene hijos y pronto lamenta el hecho, que después ha tenido pesadillas al respecto. Al día siguiente, los chicos son llamados a la oficina del consejero, y a Cartman se le ocurre una coartada ridículamente complicada. Con Kyle tratando de comprender los detalles de esta historia enrevesada, Cartman está preocupado de que pueda confesar.
Cartman decide eliminar el riesgo de que Kyle confiese tomando el asunto en sus propias manos. Toma a Kyle en un paseo en barco por el Estanque de Stark y comienza a golpearlo con un bate de plástico, que era la única arma que podía ofrecer. Kyle, sin embargo, está tan cargado de culpa que él no se defiende.
El Oficial Barbrady absurdamente exagera el peso del crimen y comienza una investigación, pero no puede llegar a ninguna pista sólida. Él busca la ayuda de Josh, un condenado en el Centro de Máxima Seguridad Juvenil Alamosa, que está cumpliendo una condena de tres semanas en él por empapelar más de 600 casas con papel de baño en menos de un año. Después de varias entrevistas, en la que Josh aplica presión psicológica a Barbrady, llega un poco más cerca de resolver el caso. Más tarde, Barbrady fuerza una confesión de Butters después de inyectarle sodio pentatol e interrogarlo durante más de cuarenta horas, pero los padres de Butters, furiosos, dicen que él estaba con ellos a la hora del suceso. Después de ver que Butters se mete en problemas por sus acciones, Stan y Kenny finalmente se convencen de que debían confesar. Stan le dice a Cartman que, si él tiene una conciencia, que vaya a confesar. Cartman; sin embargo, es completamente ajeno al concepto de "sentirse mal por los demás" y está completamente desconcertado en el razonamiento de sus amigos.
A la mañana siguiente, Josh es llevado por Barbrady a la oficina de la Directora Victoria, pero antes de que pueda hablar, el Sr. Mackey anuncia que ya confesaron. Justo en ese momento, Stan, Kyle y Kenny iban a confesar, sólo para descubrir que se trata de Cartman, habiéndolo hecho en un intento de asegurar un mejor trato para sí mismo: cada uno de los chicos termina con la detención dos semanas, excepto por Cartman, quien tiene una sola por "ser valiente". Kyle se indigna porque él quería confesar y hacer lo correcto, no Cartman. Josh se las arregla para engañar a la policía y huir. Al final del episodio, Josh llama a Barbrady y le da las gracias por permitir su escape. A pesar de que Barbrady le suplica: "Josh, tienes que volver al reformatorio tu sentencia es de tres semanas", Josh cuelga el teléfono y, armado con bolsas de papel de baño, se acerca lentamente a la Casa Blanca con música siniestra de fondo.
- Datos: Q268775